# عبد الخالق المختار
عبد الخالق المختار (1 أيار 1960 - 9 شباط 2009)، ممثل مسرحي وتلفزيوني عراقي. حاصل على العديد من الجوائز العراقية والعربية والعديد من الشهادات التقديرية.

## بداياته
ولد عبد الخالق المختار في بغداد لعائلة متوسطة الحال في العام 1960 في منطقة الحرية القريبة من الكاظمية، غير متزوج، ووجد نفسه مبكرا مندفعا نحو الفن المسرحي ليكمل دراسته في كلية الفنون الجميلة وحصل على شهادة البكالوريوس في الفنون المسرحية بالتمثيل والإخراج عام 1982. شارك في الحرب العراقية الإيرانية وعاد منها مصاباً في قدمه. حصل لاحقاً على شهادة الماجستير في الفنون المسرحية من ذات الأكاديمية بدرجة جيد جداً وذلك في عام 1989. كان عضوا مؤسسا لفرقة إبراهيم جلال المسرحية، وعضوا في الفرقة القومية للتمثيل، وعمل مدرساً في قسم الفنون المسرحية بمعهد الفنون الجميلة في بغداد في الفترة بين عامي 1991 و 2001، وعمل بعد ذلك رئيساً لفرع التمثيل في المعهد، كما عمل منتجاً منفذاً في حقل الإنتاج التلفزيوني الخاص، إضافة لعمله السابق كمستشار لقناة البغدادية الفضائية.

## أعماله

### أفلام
- الحب كان هو السبب، إنتاج دائرة السينما والمسرح
- حكاكه، إنتاج قناة السومرية.
- طمع الأشرار

### مسلسلات
- ذئاب الليل

- النعمان الأخير
- الهاجس
- القلب في مكان آخر
- المسافر للمخرج فلاح زكي
- الجرح
- مضت مع الريح
- الواهمون
- الدواح
- الهرب إلى الوهم
- الضيف
- عشاق
- كبرياء وهوى
- بركان الغضب
- عربة الخوف
- قضية الدكتور س
- الزمن والغبار
- الحارة الزرقاء
- حب وأحزان
- المقتفي لأمر الله
- قناديل
- الوداع الأخير
- بيت العنكبوت
- الأصمعي
- الطب عند العرب
- قبل النزول
- لو كنت القاضي
- رجل فوق الشبهات
- أشهى الموائد في مدينة القواعد
- أبو جعفر المنصور
- الطوق
- القلم والمحنة
- مناوي باشا الجزء الأول والجزء الثاني
- الإنصاف في مسائل الخلاف
- وراء الأبواب
- الملاذ آمن للمخرج فلاح زكي
- بيت الشمع
- شموع خضر الياس
- المصير القادم
- السرداب
- رياح الماضي
- الباشا
- الرحيل
- الاختطاف
- الحيدر خانه

### مسرحيات
- سليمان الحلبي
- سياسية الفضلات
- زمن الرؤيا
- جزيرة الماعز
- حلم القرون
- اللغبة
- الذيب
- نجمة
- أنتيكونا
- عندما نبعث نحن الموتى
- اصطياد الشمس
- حبيبتي دزدمونة
- احتفالية الممقل
- خمسة أصوات
- الهجرة إلى الحب
- الأحدب
- مواويل باب الآغا
- المتنبي

### في الإخراج
- أخرج مسرحية (الخروج دخولا) للشاعر عبد الحميد الصائح عام 1987 لمهرجان منتدى المسرح السابع.
- تناصف إخراج مسرحية (ماكبث) لشكبير مع المخرج شفيق المهدي من إنتاج الفرقة القومية للتمثيل.

### الإذاعة
مثل للدراما الإذاعية مئات الساعات أهمها تجسيد شخصية شاعر العرب الأكبر محمد مهدي الجواهري.

## الجوائز
- جائزة تقديرية عن إخراجه مسرحية (الخروج دخولا) للشاعر عبد الحميد الصائح عام 1987.
- جائزة الدولة التشجيعية عام 1996 عن دوره في الفيلم التلفزيوني (الضيف).
- جائزة أفضل ممثل في المسرح العراقي لعام 1997 عن تجسيده شخصية الشاعر العراقي الراحل (حسين مردان) في مسرحيـة (خمسة أصوات).
- جائزة نقابة الفنانين العراقيين / المركز العام عام 1999 عن مجمل أعماله الفنية.
- الجائزة الفضية في مهرجان القاهرة السادس للإذاعة والتلفزيون عام 2000 عن دوره في التمثيلية الإذاعية (الخاتم والحب).
- الجائزة الذهبية لـ(أفضل ممثل) لعام 2000 في مهرجان تلفزيون العراق الثاني عن دوره في مسلسل (مناوي باشا).
- جائزة الدولة للإبداع عام 2001 عن دوره في مسلسل التلفزيوني (مناوي باشا).
- درع الإبداع في مهرجان القاهرة السابع للإذاعة والتلفزيون عام 2001 عن مسيرته الإبداعية.
- قلادة الإبداع من دار القصة العراقية عام 2002 عن دوره في مسلسل (مناوي باشا).
- جائزة الدولة للإبداع عام 2002 عن دوره في المسلسل التلفزيوني (الملاذ آمن).
- جائزة تقديرية في مهرجان المسرح الأردني العاشر عن دوره في مسرحية (الهجرة إلى الحب).
- جائزة الإبداع من قناة الشرقية الفضائية عن دوره في مسلسل ( الباشا ) 2009 .

## الشهادات التقديرية
- حصل على العديد من الشهادات والجوائز التقديرية من معهد وكلية الفنون الجميلة ومنتدى المسرح العراقي ونقابة الفنانين والمسرح الشبابي عن مجمل نشاطاته في المسرح والتلفزيون.
- حصل على لقب أفضل ممثل في العديد من الاستفتاءات التي أجرتها الصحف الأسبوعية العراقية والتلفزيون العراقي.
- نشر العديد من المقالات والبحوث في الصحف والمجلات العراقية والعربية عن الاتجاهات الإخراجية في المسرح العراقي والعالمي.

## وفاته
بعد صراع طويل مع المرض توفي في 9 فبراير 2009 عن عمر يناهز 49 في العاصمة السورية دمشق إثر إصابته بفشل كلوي منذ عدة أشهر قبل وفاته رقد على أثره في إحدى المستشفيات السورية. وكانت أمنيته أن يعود للعراق ويدفن هناك.

## وصلات خارجية
- عبد الخالق المختار على موقع IMDb (الإنجليزية)
- عبد الخالق المختار على موقع قاعدة بيانات الأفلام العربية
- عبد الخالق المختار على موقع قاعدة بيانات الفيلم (الإنجليزية)